# Hoplia angulata
Hoplia angulata är en skalbaggsart som beskrevs av Edmund Reitter 1902. Hoplia angulata ingår i släktet Hoplia och familjen Melolonthidae. Inga underarter finns listade i Catalogue of Life.